# Tienhoven (Texel)
Tienhoven is een polder en buurtschap in de gemeente Texel in de provincie Noord-Holland.
De polder en buurtschap Tienhoven ligt tussen Den Burg en De Waal op het Nederlandse waddeneiland Texel. De polder werd tussen 1503 en 1532 in gepolderd. De oorspronkelijke grootte van de polder was waarschijnlijk 260 hectare groot. Dat valt aan de naam af te leiden, een hoven is namelijk een landmaat en dat staat voor 26 hectare. De buurtschap werd in 1609 als Thyenhoven al genoemd. Tienhoven ligt in het noordwesten van de polder.
Ook bestaat er boerderij Tienhoven, deze staat aan de weg die ook al Tienhoven is genoemd. De boerderij komt al  voor in 1742, beboerd door ene Cornelis Pietersz. Bakker. Aan dezelfde straat stond vroeger ook nog een graanmolen, "De Vrede" genaamd. Deze werd gebouwd in 1853 maar afgebroken in 1923 maar het naast gelegen huis en schuur bleven staan en worden nog altijd gebruikt.
Dorpen en gehuchten: 't Horntje · De Cocksdorp · De Koog · De Waal · Den Burg · Den Hoorn · Oosterend · Oudeschild

Buurtschappen: Bargen · Burger Nieuwland · De Kuil · De Naal ·  De Nes · De Westen · Dijkmanshuizen · Driehuizen · Harkebuurt · Het Noorden · Midden-Eierland · Molenbuurt · Nieuweschild · Noord Haffel · Noorderbuurt · Ongeren · Oost · Spang · Spijkdorp · Tienhoven · Westergeest · Westermient · Zevenhuizen · Zuid-Eierland · Zuid Haffel

Noord-Holland: Steden en dorpen in Noord-Holland      Nederland: Provincies · Gemeenten